# Hans Wolkersdörfer

Hans Wolkersdörfer

Johann Wolkersdörfer, genannt Hans Wolkersdörfer, (* 19. Juni 1893 in Petersgmünd; † 26. März 1966 in München) war ein deutscher Politiker (NSDAP) und SS-Führer.

## Leben und Wirken

### Leben im Kaiserreich
Wolkersdörfer besuchte die Volksschule in Georgensgmünd im Bezirksamt Schwabach. Anschließend absolvierte er eine kaufmännische Lehre und besuchte gleichzeitig die Handelsschule in Nürnberg. Von 1911 bis 1913 gehörte Wolkersdörfer dem Bayerischen Eisenbahnbataillon an. Von 1914 bis 1918 nahm Wolkersdörfer am Ersten Weltkrieg teil, in dem er sieben Mal ausgezeichnet wurde. Nach dem Krieg wurde er zudem Ehrenmitglied des Verbandes Bayerische Pionier- und Verkehrstruppenvereine. 

### Weimarer Republik (1919 bis 1933)
1919 wurde Wolkersdörfer Beamter und stellvertretender Leiter der Nürnberger Zweigstelle des Bayerischen Kriegswucheramtes. Nach der Auflösung desselben verdiente er seinen Lebensunterhalt von 1919 bis 1924 als selbständiger Kaufmann. 
Der NSDAP trat Wolkersdörfer am 2. September 1922 und dann nach Aufhebung des zwischenzeitlichen Parteiverbots erneut am 25. August 1925 (Mitgliedsnummer 19.090) bei. 1927 zog er aus beruflichen Gründen nach Zeitz und war dort 1929/30 Stadtverordneter und Fraktionsführer im Stadtparlament. Von November 1929 bis 1933 gehörte er als Geschäftsführer der NSDAP-Fraktion dem Provinziallandtag der preußischen Provinz Sachsen an.
Bei der Reichstagswahl vom September 1930 wurde Wolkersdörfer als Kandidat seiner Partei für den Wahlkreis 11 (Merseburg) in den Reichstag gewählt, dem er in der Folge ohne Unterbrechung bis zum Mai 1945 angehörte. In der Reichstagsfraktion der NSDAP fungierte Wolkersdörfer seit 1930 als Referent für sozialpolitische Fragen, zugleich war er in der Provinz Sachsen Landesobmann der Nationalsozialistischen Betriebszellenorganisation (NSBO).

### Zeit des Nationalsozialismus (1933 bis 1945)
Wolkersdörfer stimmte für das Ermächtigungsgesetz vom 24. März 1933, das die juristische Grundlage für die Errichtung der NS-Diktatur bildete. Am 2. Mai 1933 wurde er Verbandsleiter des Deutschen Arbeiterverbandes des Nahrungsmittelgewerbes, später Reichsbetriebsgemeinschaftleiter der Reichsbetriebsgruppe „Nahrung und Genuß“. Darüber hinaus war er Mitglied der Arbeits- und Wirtschaftskammer und ab Januar 1934 dem Stab der NSBO zugeteilt. Außerdem arbeitete er an der mitteldeutschen Wochenschrift Der Kampf mit. Als Schriftsteller veröffentlichte er eine Reihe von Sachbüchern zu sozialpolitischen Themen sowie das völkische Schauspiel Das Schicksal eines Deutschen Helden. Nach dem „Anschluss Österreichs“ hielt er dort im März und April 1938 Wahlkampfreden. 
Im Dezember 1936 trat Wolkersdörfer der SS (SS-Nr. 275.451) bei, in der er am 20. April 1937 den Rang eines Oberführers erreichte.
Nach Beginn des Zweiten Weltkrieges war Wolkersdörfer Kriegs-Gauwalter der Gauverwaltung Franken der Deutschen Arbeitsfront (DAF). Wegen einer Auseinandersetzung mit einem Polizeibeamten wurde gegen Wolkersdörfer ein SS-internes Disziplinarverfahren eingeleitet, das im Mai 1942 mit einem strengen Verweis Himmlers endete. Bei Kriegsende wurde Wolkersdörfer im Rang eines SS-Hauptsturmführers der Reserve zur Waffen-SS einberufen und am 13. Februar 1945 verwundet.

## Schriften
- Sozialpolitisches Lexikon. Praktischer Ratgeber für alle Fragen des Sozialen Lebens, 1938.
- Handbuch zum Leistungskampf der Deutschen Betriebe Nahrung und Genuss, 1940.
- Die Reichsschulungs- und Arbeitstagung der Reichsbetriebsgemeinschaft, 1937.
- Erster fachpolitischer Lehrgang der Fachgruppe Futtermittelindustrie, 1942.
- Gesetz über die Arbeitszeit in Bäckereien und Konditoreien vom 29. Juni 1936, 1936.